# FK Sibir Novosibirsk
FK Sibir Novosibirsk (ryska: »Сибирь» Новосибирск) är en rysk fotbollsklubb från Novosibirsk. Klubben grundades 1936 och spelar sina hemmamatcher på Spartakstadion. För närvarande spelar de i den ryska högsta divisionen Ryska Premier League.

## Historia
Klubben grundades 1934 och har haft ett flertal olika namn:
- Burevestnik (stormfåglar) 1936–1937
- Krylija Sovetov (Sovjetiska Vingarna) 1938–1956
- Sibselmasj (Sibirska Agrikultur Maskineriet) 1957–1965
- SETI (Sibirska Elektriska Tunga Ingenjörer) 1970
- Dzerzjinets (efter Felix Dzerzjinskij) 1971
- Tjkalovets (efter Valerij Tjkalov) 1972–1991 & 1993–1999
- Tjkalovets-FoKuMiS («Фонд культуры и милосердия Сибири») 1992
- Tjkalovets-1936 2000–2005
- Sibir (Sibirien) 2006-

Laget har alltid hållit till i de lägre divisionerna fram tills 2010. De avancerade till Ryska Premier League efter att ha slutat 2:a i den ryska andradivisionen. 
16 maj 2010 spelade Sibir sensationellt final i ryska cupen mot Zenit St. Petersburg. Zenit gick segrande ur matchen med 1 mål mot 0. Men eftersom Zenit sedan tidigare redan hade en kvalplats till Champions League så tilldelades de kvalplatsen till Europa League, 2010/2011. Sibir kommer att kvala till Europa League 2010-2011, för första gången i deras historia.